# Калмицька Вікіпедія
Калмицька Вікіпедія (калм. Хальмг Бикипеди) — розділ Вікіпедії калмицькою мовою. Створена у 2006 році. Калмицька Вікіпедія станом на 27 березня 2025 року містить 1678 статей, 10 721 зареєстрованого користувача, 11 активних дописувачів, 1 адміністратора
. Загальна кількість сторінок в калмицькій Вікіпедії — 12 237, редагувань — 90 868, мультимедійні файли відсутні
. Глибина (рівень розвитку мовного розділу) калмицької Вікіпедії велика і становить 294 пункти
.

## Історія
- Червень 2009 — створена 100-та стаття[3].
- Травень 2010 — створена 1 000-на стаття[3].
- Травень 2015 — створена 2 000-на стаття[4].